# Deux-Grosnes
Ne doit pas être confondu avec Grosne ou Grone.
Deux-Grosnes [dø ɡʁon] est une commune nouvelle située dans le département du Rhône, en région Auvergne-Rhône-Alpes, créée le 1er janvier 2019 par fusion des communes d'Avenas, Monsols, Ouroux, Saint-Christophe, Saint-Jacques-des-Arrêts, Saint-Mamert et Trades.

## Géographie

### Climat
Pour des articles plus généraux, voir Climat d'Auvergne-Rhône-Alpes et Climat du Rhône.
En 2010, le climat de la commune est de type climat des marges montargnardes, selon une étude du Centre national de la recherche scientifique s'appuyant sur une série de données couvrant la période 1971-2000. En 2020, Météo-France publie une typologie des climats de la France métropolitaine dans laquelle la commune est exposée à un climat de montagne ou de marges de montagne et est dans une zone de transition entre les régions climatiques « Centre et contreforts nord du Massif Central » et « Nord-est du Massif Central ». 
Pour la période 1971-2000, la température annuelle moyenne est de 9,9 °C, avec une amplitude thermique annuelle de 16,6 °C. Le cumul annuel moyen de précipitations est de 1 001 mm, avec 11,5 jours de précipitations en janvier et 8 jours en juillet. Pour la période 1991-2020, la température moyenne annuelle observée sur la station météorologique installée sur la commune est de 10,6 °C et le cumul annuel moyen de précipitations est de 1 145,9 mm,. Pour l'avenir, les paramètres climatiques de la commune estimés pour 2050 selon différents scénarios d'émission de gaz à effet de serre sont consultables sur un site dédié publié par Météo-France en novembre 2022.
| Mois                                  | jan.             | fév.             | mars           | avril           | mai             | juin          | jui.           | août            | sep.            | oct.            | nov.           | déc.           | année      |
| ------------------------------------- | ---------------- | ---------------- | -------------- | --------------- | --------------- | ------------- | -------------- | --------------- | --------------- | --------------- | -------------- | -------------- | ---------- |
| Température minimale moyenne (°C)     | −0,7             | −0,7             | 1,9            | 4,2             | 8,2             | 11,7          | 13,5           | 13,4            | 9,9             | 7,1             | 2,9            | 0,2            | 6          |
| Température moyenne (°C)              | 2,5              | 3,2              | 6,6            | 9,5             | 13,6            | 17,3          | 19,3           | 19,4            | 15,1            | 11,2            | 6,3            | 3,3            | 10,6       |
| Température maximale moyenne (°C)     | 5,7              | 7,1              | 11,2           | 14,9            | 19              | 22,8          | 25,2           | 25,3            | 20,3            | 15,4            | 9,7            | 6,4            | 15,2       |
| Record de froid (°C) date du record   | −20,2 23.01.1942 | −21,1 10.02.1956 | −15,5 02.03.05 | −8 08.04.03     | −3 11.05.1953   | 2 05.06.1976  | 3,5 26.07.1975 | 3,7 25.08.1940  | 0,5 18.09.1977  | −6,4 29.10.1950 | −11 22.11.1998 | −18 30.12.1964 | −21,1 1956 |
| Record de chaleur (°C) date du record | 18 27.01.1983    | 21,5 15.02.1958  | 24,5 31.03.21  | 31,4 19.04.1949 | 33,7 13.05.1945 | 36,5 27.06.19 | 37,5 31.07.20  | 38,3 18.08.1943 | 36,2 12.09.1947 | 29,2 09.10.23   | 22 02.11.20    | 19,3 31.12.21  | 38,3 1943  |
| Précipitations (mm)                   | 100,7            | 84               | 83,4           | 90,5            | 101             | 85,7          | 87,5           | 83,4            | 83,4            | 107,7           | 123,9          | 114,7          | 1 145,9    |

## Urbanisme

### Typologie
Au 1er janvier 2024, Deux-Grosnes est catégorisée commune rurale à habitat dispersé, selon la nouvelle grille communale de densité à sept niveaux définie par l'Insee en 2022.
Elle est située hors unité urbaine et hors attraction des villes,.

## Toponymie

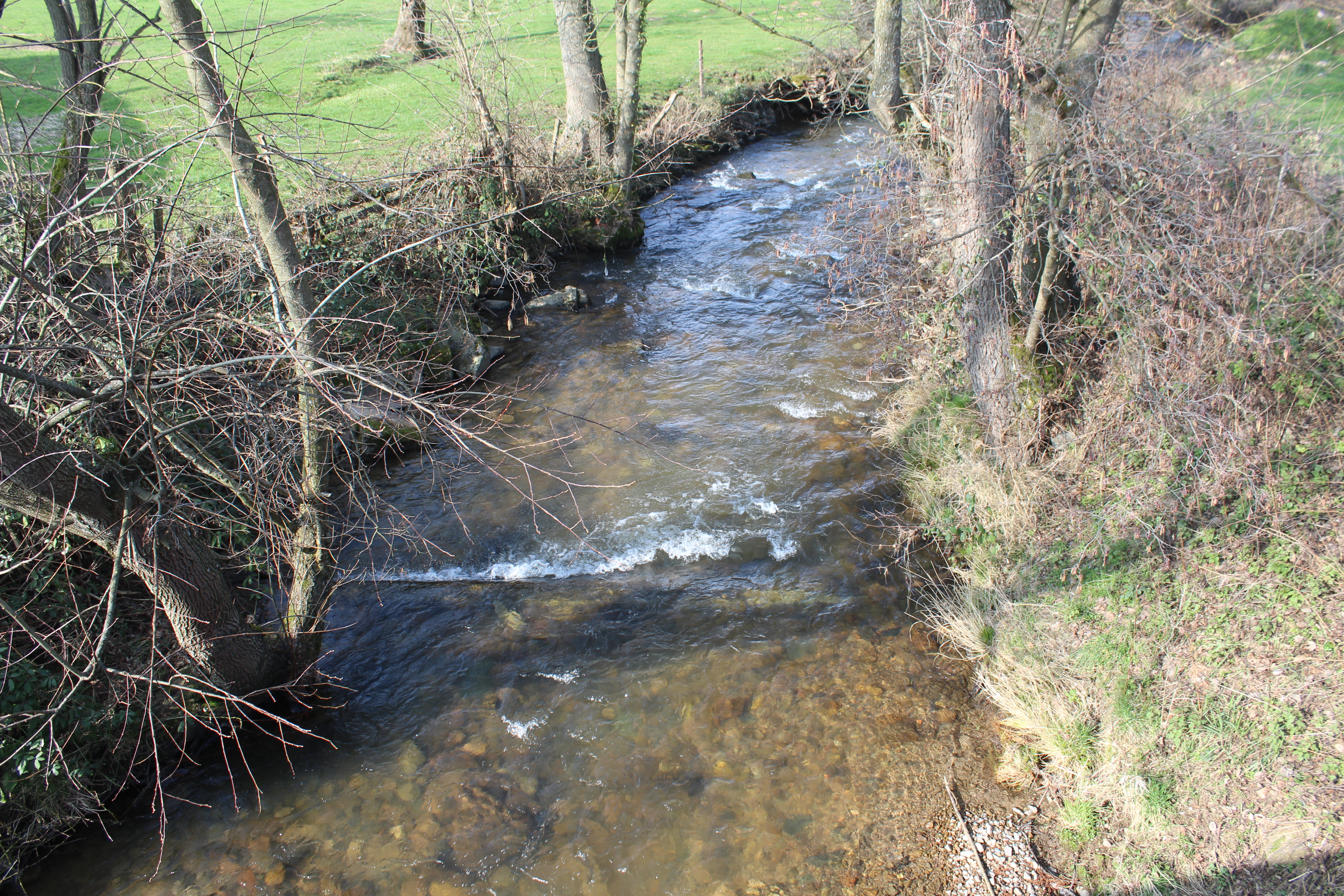
La Grosne orientale à Saint-Mamert.

Le nom tire son nom de deux cours d'eau qui traversent le territoire communal : la Grosne Occidentale et la Grosne Orientale. Ces deux dernières sont deux affluents de la Grosne qui ne traverse pas le territoire mais qui prend sa source dans la commune voisine de Saint-Bonnet-des-Bruyères.

## Histoire
Créée par un arrêté préfectoral du 29 octobre 2018, elle est issue du regroupement des sept communes d'Avenas, Monsols, Ouroux, Saint-Christophe, Saint-Jacques-des-Arrêts, Saint-Mamert et Trades. Son chef-lieu est fixé à Monsols.
À la suite du décret du 5 mars 2020, la commune nouvelle de Deux-Grosnes est entièrement rattachée au canton de Thizy-les-Bourgs.

## Politique et administration

### Liste des maires
| Période | Période  | Identité      | Étiquette | Qualité |
| ------- | -------- | ------------- | --------- | ------- |
| 2019    | En cours | René Thévenon | DVD       |         |

### Communes déléguées
| Nom                      | Code Insee | Intercommunalité    | Superficie (km2) | Population (dernière pop. légale) | Densité (hab./km2) |
| ------------------------ | ---------- | ------------------- | ---------------- | --------------------------------- | ------------------ |
| Monsols (siège)          | 69135      | CC Saône-Beaujolais | 19,82            | 915 (2016)                        | 46                 |
| Avenas                   | 69015      | CC Saône Beaujolais | 9,49             | 120 (2016)                        | 13                 |
| Ouroux                   | 69150      | CC Saône-Beaujolais | 21,06            | 339 (2016)                        | 16                 |
| Saint-Christophe         | 69185      | CC Saône-Beaujolais | 14,62            | 241 (2016)                        | 16                 |
| Saint-Jacques-des-Arrêts | 69210      | CC Saône-Beaujolais | 7,47             | 105 (2016)                        | 14                 |
| Saint-Mamert             | 69224      | CC Saône-Beaujolais | 3,21             | 67 (2016)                         | 21                 |
| Trades                   | 69251      | CC Saône-Beaujolais | 7,93             | 117 (2016)                        | 15                 |

## Population et société

### Démographie
L'évolution du nombre d'habitants est connue à travers les recensements de la population effectués dans la commune depuis sa création.

En 2022, la commune comptait 1 923 habitants, en évolution de +1 % par rapport à 2016 (Rhône : +3,93 %, France hors Mayotte : +2,11 %).
| 2016  | 2021  | 2022  |
| ----- | ----- | ----- |
| 1 904 | 1 914 | 1 923 |

## Culture et patrimoine

### Lieux et monuments
Églises
- L'église Notre-Dame-d’Avenas est construite par des moines cisterciens au XIIe siècle. Elle est connue pour son autel de calcaire, inspiré d'une pièce d'orfèvrerie italienne datant de 835[14], et ses vitraux.
- L'église Saint-Antoine d'Ouroux, classée et inscrite aux titres des monuments historiques depuis 1982[15].
- L'église Saint-Sulpice de Monsols.
- L'église Saint-Christophe de Saint-Christophe.
- L'église Sainte-Marie-Magdeleine de Saint-Mamert : l'édifice de style roman est daté du XIIe siècle. Construit par les moines bénédictins de l’abbaye de Cluny dont il dépendait, il est placé sous les auspices de saint Jean-Baptiste le 11 juillet 1105 par Hugues, abbé de Cluny. Des écrits papaux mentionnent un lieu de culte à cet emplacement au XIe siècle. Un crâne est visible dans le mur de l'église au nord. En 1951, l'édifice est inscrit à l’inventaire supplémentaire des monuments historiques[16].
- L'église Saint-Jacques de Saint-Jacques-des-Arrêts.
- L'église Saint-Éloi de Trades.

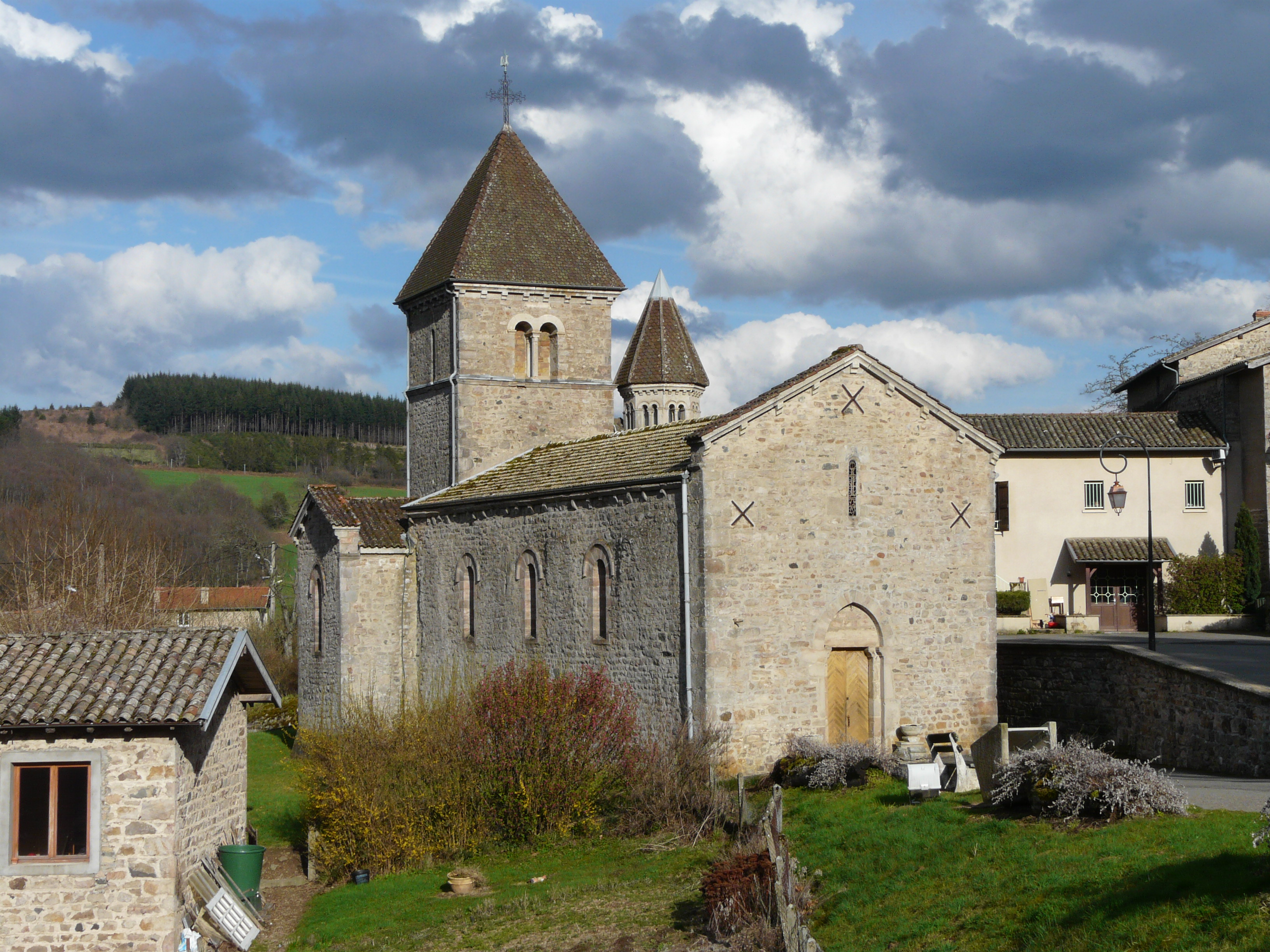
Église Notre-Dame-de-l’Assomption d'Avenas.
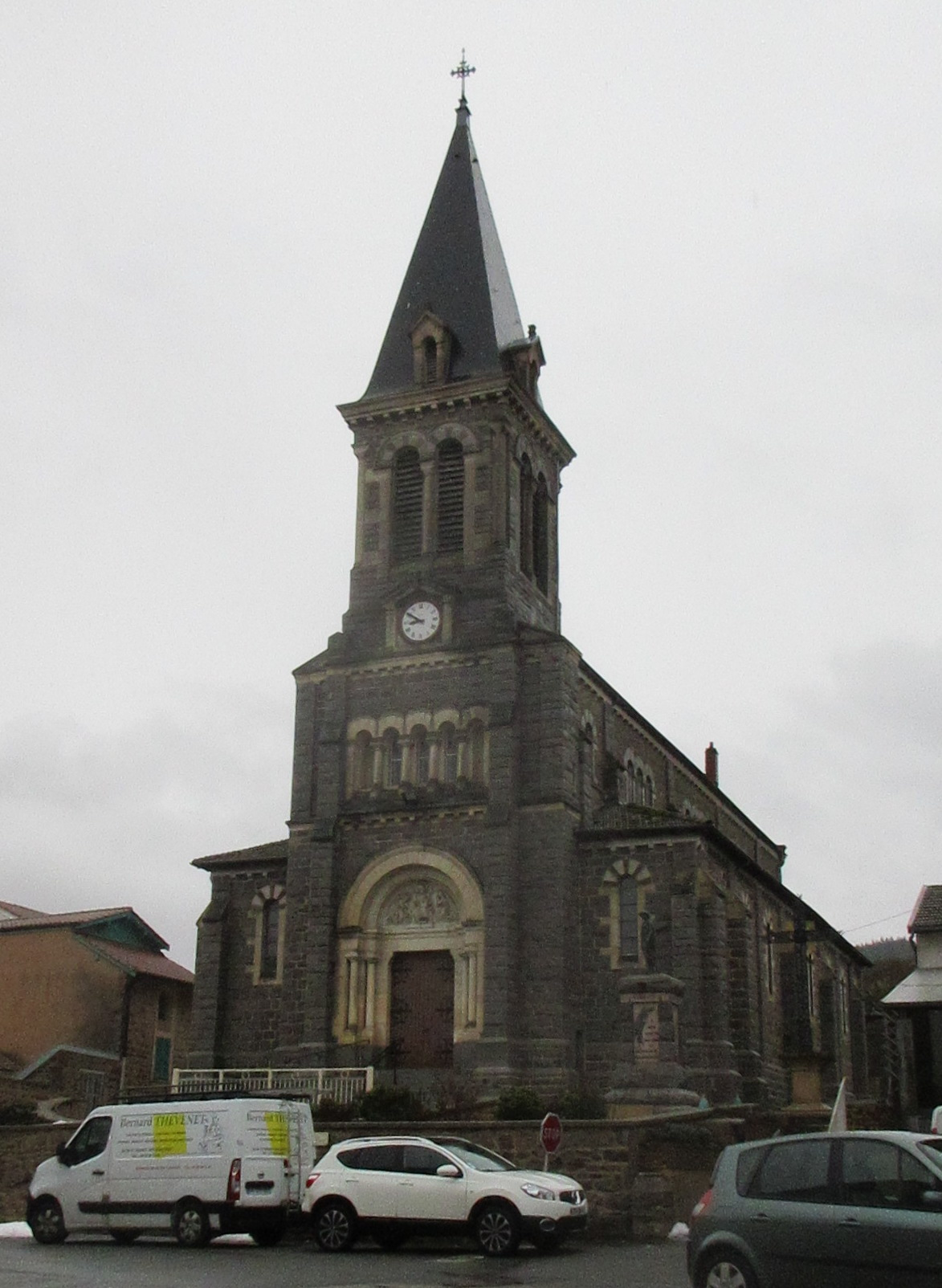
Église Saint-Sulpice de Monsols.
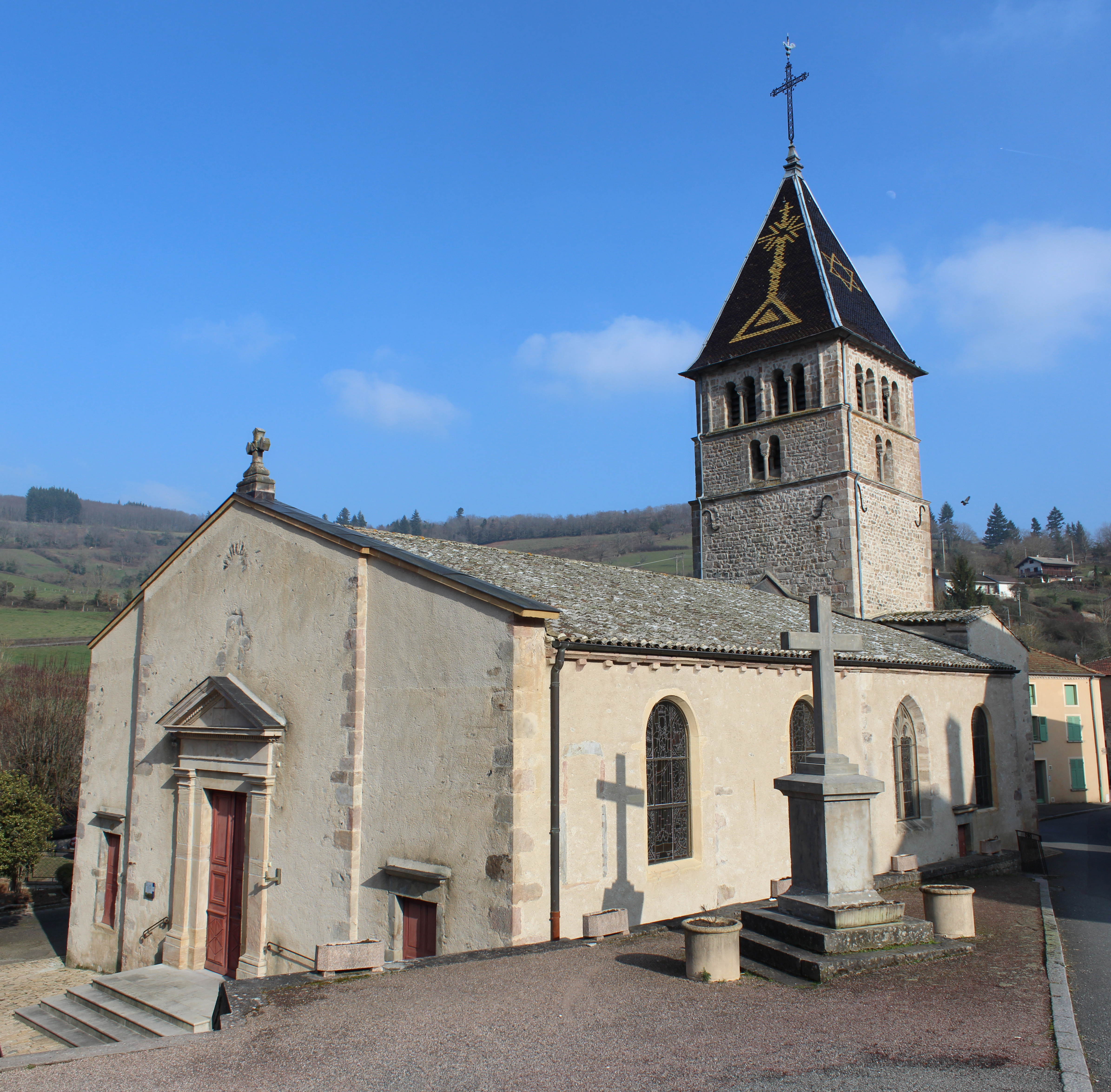
Église Saint-Antoine d'Ouroux.
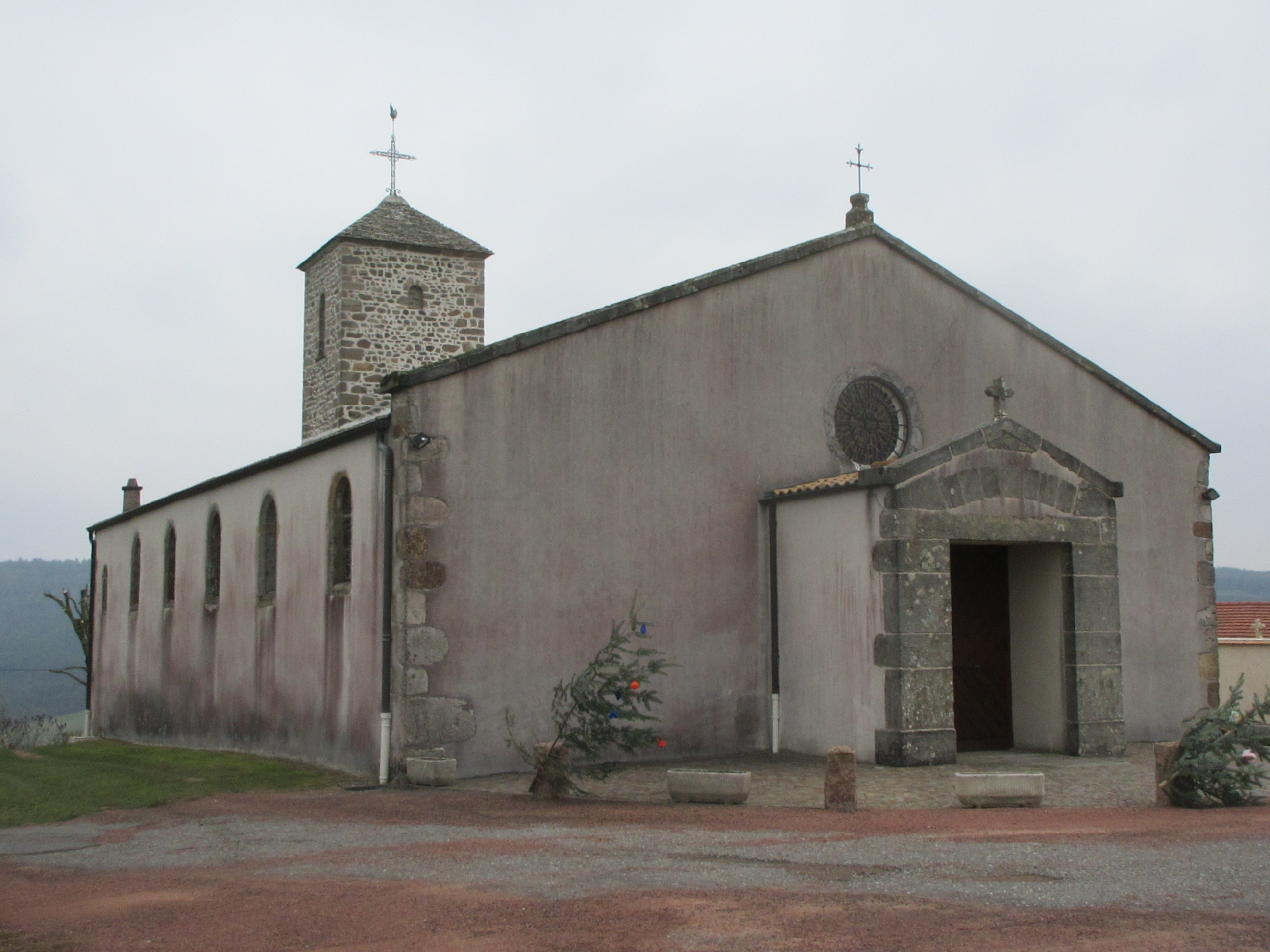
Église Saint-Christophe de Saint-Christophe.
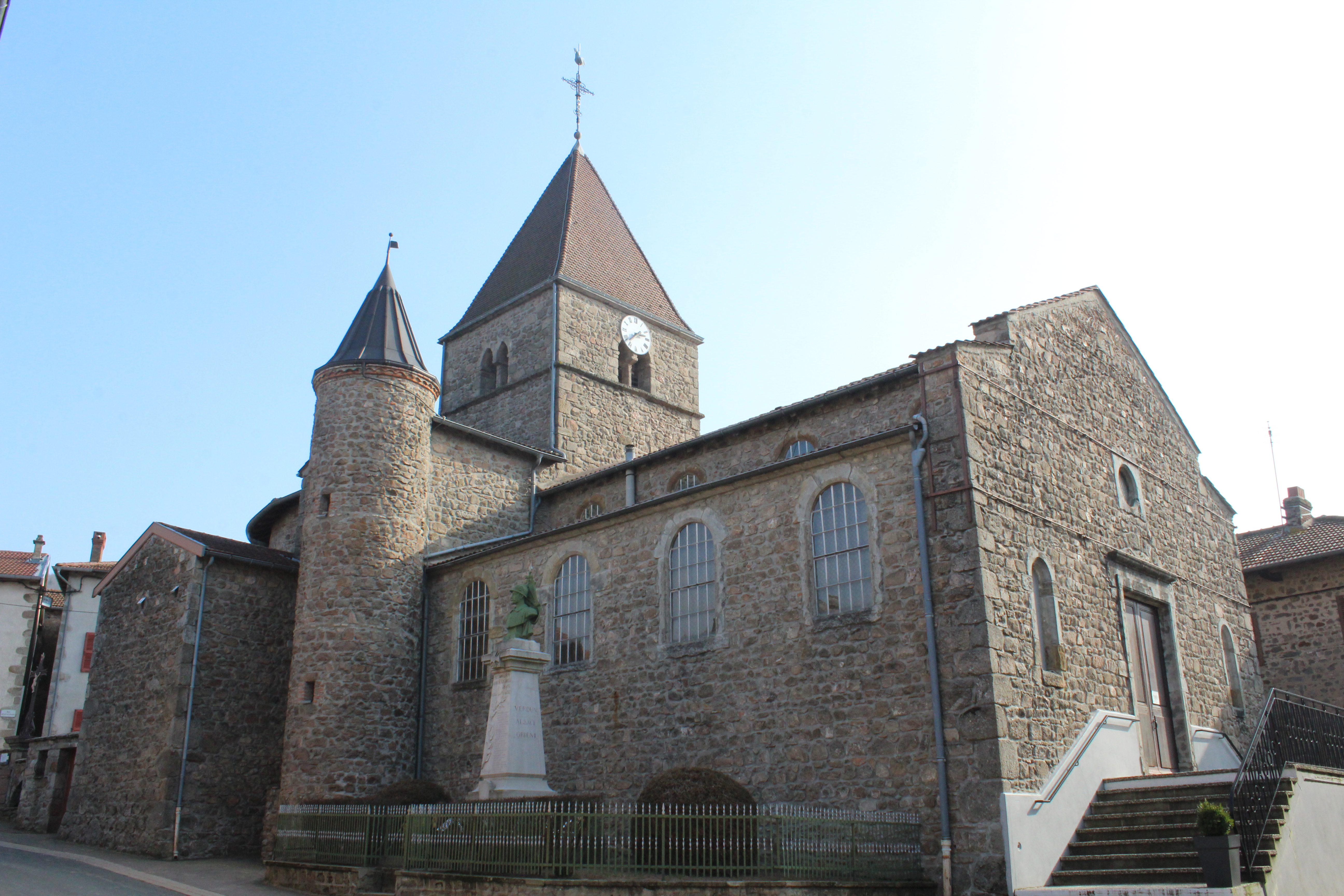
Église Saint-Jacques de Saint-Jacques-des-Arrêts.
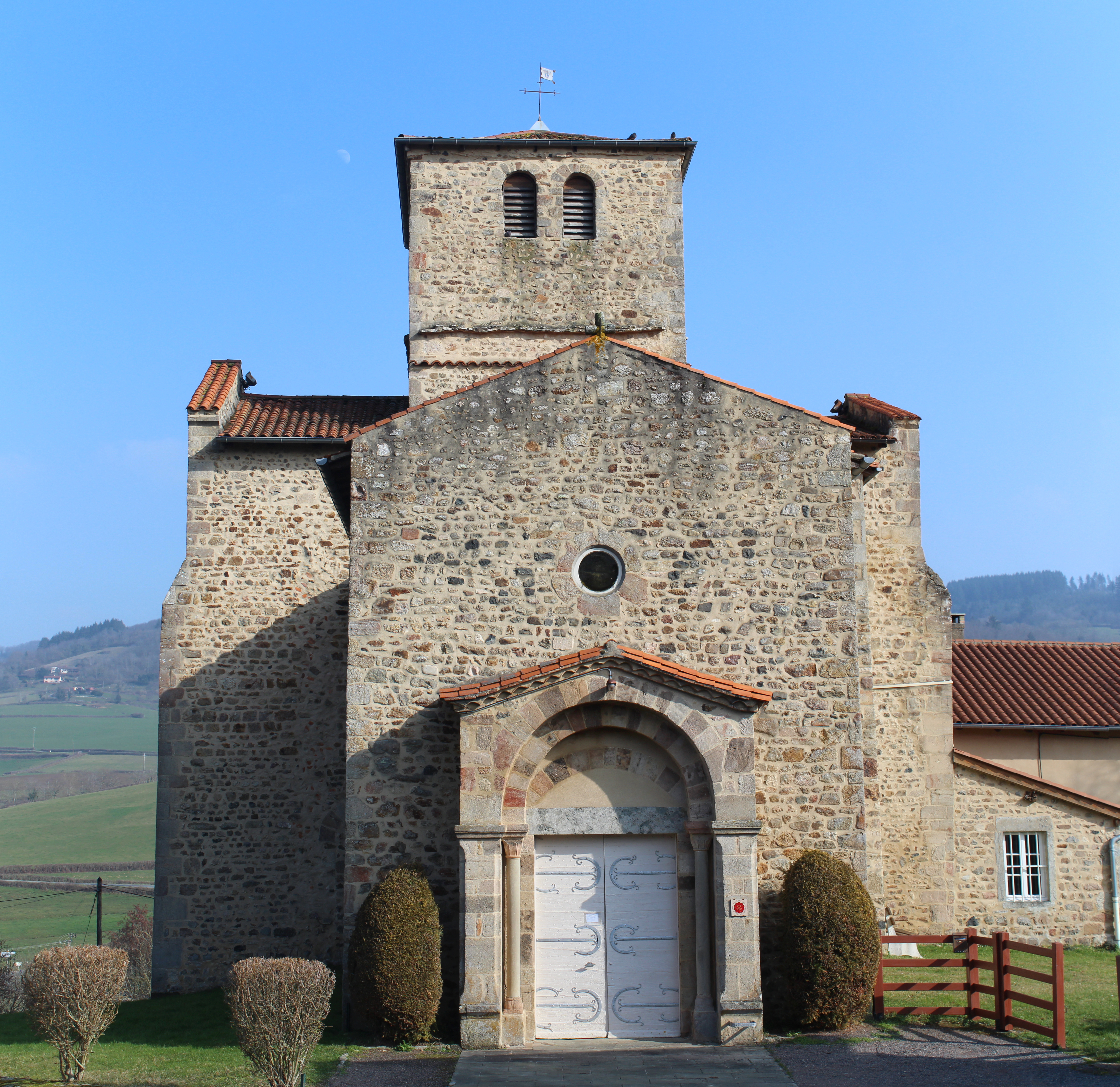
Église Sainte-Marie-Magdeleine de Saint-Mamert.
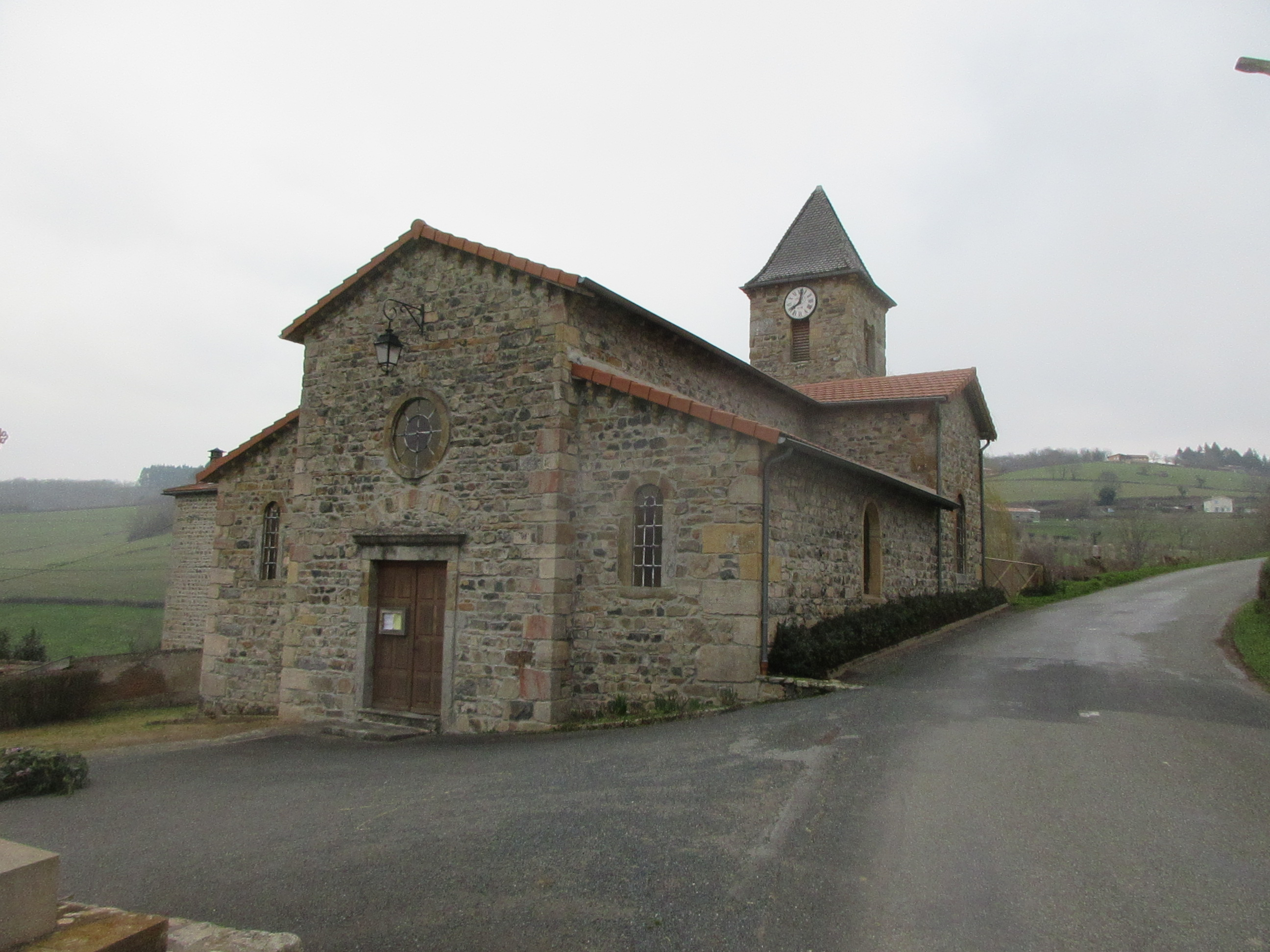
Église Saint-Éloi de Trades.

Autres monuments
- Le manoir de Pressavin[réf. nécessaire] à Monsols.
- Le viaduc du Chatelârd à Monsols[17],  construit entre 1909 et 1911 pour faire passer une voie ferrée reliant Villefranche-sur-Saône à La Clayette (71) et Monsols à Cluny (71), lignes ouvertes à l'exploitation le 16 janvier 1911[18]. Ce viaduc, construit en granit local, est haut de 27 mètres et long de 145 mètres.
- Le château de La Carelle.
- Le château de Verbust à Saint-Mamert.
- Le château de Grosbois à Ouroux.
- Au hameau des Charmes à Saint-Jacques-des-Arrêts, il subsiste une tour en ruines qui rappelle la présence au Moyen Âge d'un château féodal.

### Personnalités liées à la commune
- Claudius Savoye, préhistorien né à Ouroux.
- Gérard Guillaumat a vécu à Saint-Jacques-des-Arrêts (Rhône), où il a reçu la visite amicale de Miou-Miou, Pierre Arditi et Fabrice Luchini. Il était un élève de Charles Dullin et il a connu Louis Jouvet et Gérard Philipe. Il était aussi compagnon de Roger Planchon et de Marcel Maréchal dès le début du Théâtre national populaire à Villeurbanne. Il proposait toujours des spectacles de lectures. On l'a entendu notamment dans Giaccometti de Jean Genet. Souvent seul en scène, il se produisait également à Genève, lors des représentations de L'Homme qui rit de Victor Hugo, mises en scène par Isabelle Chladek, interprétées par Gérard Guillaumat et Isabelle Chladek, au théâtre des Marionnettes de Genève (10 au 21 février 2010). Il décédera le 04 avril 2015.